# Saint-Maur-des-Bois
Saint-Maur-des-Bois é uma comuna francesa na região administrativa da Normandia, no departamento Mancha. Estende-se por uma área de 4,89 km². Em 2010 a comuna tinha 157 habitantes (densidade: 32,1 hab./km²).